# Dilated peoples
Dilated Peoples je hip-hopová hudební skupina z Los Angeles řadící se do skupiny tzv. Hardcore Rap. Složení skupiny DJ Babu (současně člen světoznámé crew Beat Junkies), MCs Rakaa Iriscience a Evidence
Skupina byla založena roku 1992, ale své první album vydala až v roce 2000 pod názvem The Platform. Následující rok přichází album Expansion Team, po delší odmlce vydávají Neighborhood Watch z roku 2004. Na začátku roku 2006 vydali zatím poslední Album 20/20. V roce 2007 vyšlo DVD dokumentující tour po celé USA s názvem The Release Party k tomuto DVD byl vydán i stejnojmenný mixtape s 4 remixy písní z alba 20/20 a dvě zcela nové skladby.
Po 8 letech, v roce 2014 skupina vydala album s názvem Directors of Photography, pod labelem Rhymesayers. Album se skládá z 18 tracků, kde se objevují hosté jako Alchemist, Fashawn, Aloe Blacc, Sick Jacken, Krondon, Vinie Paz nebo Action Bronson.
Vyjma těchto pěti CD vydali i několik singlů, mezi ty nejznámější patří pravděpodobně píseň s názvem This Way, ve které si zazpívali společně s Kanye Westem, (další singly Worst Comes To Worst, Work The Angles, Live On Stage, Marathon, The Platform, No Retreat a Back Again z alba 20/20). Několik písní bylo natočeno společně s dalšími lidmi z oboru jako Phil Da Agony, Defari, Planet Asia, Everlast a Devin The Dude.